# الانتخابات العامة في المملكة المتحدة 2024
أُجريت الانتخابات العامة في المملكة المتحدة لعام 2024 يوم الخميس 4 يوليو 2024. وهي الانتخابات التي تُحدد تكوين مجلس العموم، ومن ثَم حكومة المملكة المتحدة. جرى تنفيذ تغييرات كبيرة في حدود الدوائر الانتخابية قبل هذه الانتخابات، وتُعد هذه الانتخابات هي الأولى من نوعها منذ الانتخابات العامة عام 2010. وهي أول انتخابات عامة في المملكة المتحدة تتطلب تحديد هوية الناخب للتصويت شخصيًا في بريطانيا، وهي الأولى منذ خروج بريطانيا من الاتحاد الأوروبي (والتي كانت قضية رئيسية في الانتخابات السابقة)، كذلك فهي الأولى التي تُجرى في ظل قانون حل ودعوة البرلمان 2022.
تركزت المناقشات خلال الحملة الانتخابية على احتمال حدوث تغيير في الحكومة، حيث حصل حزب العمال المعارض بقيادة كير ستارمر على تقدم كبير في استطلاعات الرأي على حزب المحافظين الحاكم بقيادة رئيس الوزراء ريشي سوناك. أشارت التوقعات قبل التصويت إلى فوز ساحق لحزب العمال سيتجاوز ذلك الذي حققه توني بلير في الانتخابات العامة عام 1997، في حين قارنتها بعض وسائل الإعلام بالانتخابات الفيدرالية الكندية عام 1993، بسبب احتمال هزيمة المحافظين.
أسفرت الانتخابات عن فوز ساحق لحزب العمال المعارض بقيادة كير ستارمر، على غرار ما حققه توني بلير في الانتخابات العامة عام 1997، وهي المرة الأخيرة التي أطاحت فيها المعارضة العمالية بحكومة المحافظين. وخسر حزب المحافظين الحاكم بزعامة رئيس الوزراء ريشي سوناك أكثر من 240 مقعدًا وعانى من أسوأ هزيمة له على الإطلاق، منهيًا فترة حكمه التي استمرت 14 عامًا كحزب حاكم أساسي. وصلت حصة التصويت المجمعة لحزب العمال والمحافظين إلى مستوى قياسي منخفض، حيث أصبحت حصة التصويت لحزب العمال هي الأصغر من أي حكومة أغلبية في تاريخ الانتخابات في المملكة المتحدة. كان أداء الأحزاب الصغيرة جيدًا بشكل ملحوظ؛ حقق الديمقراطيون الليبراليون مكاسب كبيرة للوصول إلى أكبر عدد من المقاعد على الإطلاق. كان أداء حزب إصلاح المملكة المتحدة جيدًا من حيث حصة التصويت ووصول أعضاء للبرلمان في مجلس العموم لأول مرة. كما فاز حزب الخضر في إنجلترا وويلز بعدد قياسي من المقاعد. خسر الحزب الوطني الاسكتلندي (SNP) حوالي ثلاثة أرباع مقاعده أمام حزب العمال الاسكتلندي. عاد حزب العمال ليصبح أكبر حزب في اسكتلندا وظل كذلك في ويلز. لم يفز المحافظون بأي مقاعد في ويلز أو كورنوال، وفازوا بمقعد واحد فقط في شمال شرق إنجلترا.
وشهدت انتخابات 2024 أكبر عدد من المحافظين الذين فقدوا مقاعدهم منذ عام 1906، وهي أسوأ هزيمة لهم سابقًا. أحد عشر من أعضاء البرلمان البالغ عددهم 244 كانوا وزراء في الحكومة، وهو أعلى عدد في التاريخ، بما في ذلك بيني موردونت، جرانت شابس، أليكس تشالك، ليام فوكس، جوني ميرسر، جيليان كيجان ومارك هاربر. ومن بين النواب الآخرين الذين فقدوا مقاعدهم رئيسة الوزراء السابقة ليز تراس، ومايكل فابريكانت، وجوناثان جوليس، وجاكوب ريس موغ، وجورج جالواي، ودوغلاس روس. وكان من بين أعضاء البرلمان المنتخبين حديثًا زعيم إصلاح المملكة المتحدة نايجل فاراج ورئيسه ريتشارد تايس، والزعيمين المشاركين لحزب الخضر في إنجلترا وويلز كارلا دينير وأدريان رامزي.
في 29 ديسمبر 2024، نشرت صحيفة "صنداي تايمز" البريطانية نتائج استطلاع للرأي أجرته بالتعاون مع مركز أبحاث متخصص، والذي أظهر أن حزب العمال الحاكم قد يخسر نحو 200 مقعد في البرلمان إذا أجريت الانتخابات العامة اليوم. وفقًا للاستطلاع، يشهد حزب "الإصلاح" اليميني، بقيادة نايجل فاراج، تصاعدًا في شعبيته، ما قد يؤدي إلى برلمان معلق، حيث لا يتمكن أي حزب من تحقيق الأغلبية، مما يشير إلى نهاية هيمنة حزبي العمال والمحافظين على السياسة البريطانية. 
ووفقًا للنتائج، من المتوقع أن يخسر حزب العمال 87 مقعدًا لصالح حزب المحافظين، و67 مقعدًا لحزب الإصلاح، إضافة إلى 26 مقعدًا قد يحصل عليها الحزب القومي الاسكتلندي. يُذكر أن حزب العمال بقيادة كير ستارمر كان قد فاز بأغلبية ساحقة في انتخابات يوليو 2024، حيث حصل على 441 مقعدًا، مما أنهى 14 عامًا من حكم حزب المحافظين.

## الخلفية السياسية للأحزاب قبل الانتخابات

### المحافظين
حقق حزب المحافظين بقيادة بوريس جونسون فوزًا ساحقًا في الانتخابات العامة لعام 2019، وأقرت الحكومة الجديدة اتفاقية الانسحاب من الاتحاد الأوروبي. أدى انتشار جائحة فيروس كورونا إلى قيام الحكومة بفرض قيود على الصحة العامة، بما في ذلك القيود على الاجتماعات، والتي تبين فيما بعد أن جونسون وبعض موظفيه قد انتهكوها. أدت الفضيحة السياسية الناتجة (بارتيجيت)، وهي واحدة من فضائح عديدة في سلسلة من الأمور المثيرة للجدل التي ميزت رئاسة جونسون للوزراء، إلى الإضرار بسمعته الشخصية. وتصاعد الوضع مع فضيحة كريس بينشر في يوليو 2022، مما أدى إلى استقالة جونسون من رئاسة الوزارة. ثم استقال من منصب نائب البرلمان في العام التالي بعد أن توصل التحقيق بالإجماع إلى أنه كذب على البرلمان.
فازت ليز تراس بانتخابات القيادة التالية فخلفت جونسون في رئاسة الوزراء في سبتمبر. وأعلنت تراس تخفيضات ضريبية واسعة النطاق والاقتراض في إطار ميزانية مصغرة في 23 سبتمبر، وهو الأمر الذي تعرض لانتقادات واسعة النطاق، ثم انعكس إلى حد كبير ــ بعد أن أدى بسرعة إلى عدم الاستقرار المالي. استقالت تراس في أكتوبر، مما جعلها رئيسة الوزراء الأقصر خدمة في تاريخ بريطانيا. فاز ريشي سوناك في انتخابات قيادة الحزب دون معارضة لخلافة تراس في أكتوبر.
خلال فترة رئاسته للوزراء، كان لسوناك الفضل في تحسين الاقتصاد واستقرار السياسة الوطنية بعد رؤساء الوزراء الذين سبقوه، على الرغم من أن العديد من تعهداته وإعلاناته السياسية لم يفي بها في النهاية. ولم يتمكن من تجنب المزيد من انخفاض شعبية المحافظين الذين ظلوا في الحكومة لمدة 12 عامًا. وظهر الرأي العام المؤيد لتغيير الحكومة في الأداء الضعيف لحزب المحافظين في الانتخابات المحلية أعوام 2022 و2023 و2024.

### العمال
فاز كير ستارمر بانتخابات قيادة حزب العمال لعام 2020، خلفًا لجيريمي كوربين. ونجح ستارمر في إعادة تموضع الحزب بعيداً عن اليسار ونحو الوسط السياسي. وقد أكد على أهمية القضاء على معاداة السامية داخل الحزب، والتي كانت قضية مثيرة للجدل خلال قيادة كوربين. أدت الاضطرابات السياسية الناجمة عن فضائح حزب المحافظين والأزمات الحكومية، بالإضافة إلى إصلاحات ستارمر المتعلقة بمعاداة السامية، إلى تقدم حزب العمال بشكل كبير في استطلاعات الرأي على المحافظين، غالبًا بفارق كبير جدًا، منذ أواخر عام 2021، بالتزامن مع بداية فضيحة بارتيجيت. خلال الانتخابات المحلية لعام 2023، حصل حزب العمال على أكثر من 500 عضوًا و22 مجلسًا، ليصبح أكبر حزب في الحكومة المحلية لأول مرة منذ عام 2002. حقق حزب العمال المزيد من المكاسب في الانتخابات المحلية عام 2024، بما في ذلك الفوز في انتخابات رئاسة بلدية وست ميدلاندز.

### الأحزاب الأخرى
فاز إد دافي، الذي خدم سابقا في حكومة ائتلاف كاميرون-كليغ، في انتخابات قيادة الديمقراطيين الليبراليين في عام 2020، وخلف جو سوينسون التي فقدت مقعدها في الانتخابات العامة السابقة. كان دافي يضع الهزيمة على المحافظين على رأس قائمة أولويات الحزب، ولم يسمح بالعمل معهم بعد الانتخابات. حقق الديمقراطيون الليبراليون مكاسب في الانتخابات المحلية: في الانتخابات المحلية لعام 2024، حل حزب الديمقراطيون الليبراليين في المركز الثاني لأول مرة في دورة الانتخابية المحلية منذ عام 2009.
عانى الحزب الوطني الاسكتلندي (SNP) -مثل حزب المحافظين- من الاضطرابات السياسية وشهد انخفاضًا في شعبيته في استطلاعات الرأي، وتعاقب (نيكولا ستورجيون، وحمزة يوسف وجون سويني) في قيادة الحزب، وجرت تحقيقات الشرطة في عملية برانشفورم. زعمت ستورجيون أن الإرهاق المهني كان سبب استقالتها، بينما استقال حمزة يوسف وسط أزمة حكومية بعد إنهاء اتفاق تقاسم السلطة مع حزب الخضر الاسكتلندي. عندما تولى سويني القيادة بعد انتخابه بالتزكية لخلافة يوسف، كان الحزب الوطني الاسكتلندي في الحكومة لمدة 17 عامًا.
تولى كلا من كارلا دينير وأدريان رامزي قيادة حزب الخضر في إنجلترا وويلز خلفًا لكارولين لوكاس. وتولى Rhun ap Iorwerth قيادة Plaid Cymru. كما تولت ماري لو ماكدونالد قيادة الشين فين. تغيير اسم حزب "خروج بريطانيا" من الاتحاد الأوروبي إلى حزب إصلاح المملكة المتحدة، وكان يقوده في البداية ريتشارد تايس في السنوات التي سبقت الانتخابات قبل أن يستأنف نايجل فاراج القيادة خلال الحملة الانتخابية.
تولى إدوين بوتس منصب زعيم الحزب الوحدوي الديمقراطي في مايو 2021، لكنه استمر 20 يومًا فقط. ثم حل محله جيفري دونالدسون، الذي استقال في مارس 2024 بعد اعتقاله بتهم تتعلق بجرائم جنسية قديمة. ومثُل أمام المحكمة في 3 يوليو، أي اليوم السابق ليوم الاقتراع، لمواجهة تهم إضافية بارتكاب جرائم جنسية. تولى جافين روبنسون في البداية منصب الزعيم المؤقت، ثم أصبح الزعيم الدائم في مايو.
شملت الأحزاب السياسية الجديدة التي ظهرت لأول مرة في حملتها الانتخابية في هذه الانتخابات حزب ألبا بقيادة الوزير الأول الاسكتلندي السابق أليكس ساموند، وحزب العاملين البريطاني Workers Party of Britain بقيادة جورج جالواي.

## تغييرات تشكيل مجلس العموم قبل الانتخابات
{{..}}

## تاريخ الانتخابات
كان من المقرر إجراء الانتخابات التالية في 2 مايو 2024 بموجب قانون البرلمانات محددة المدة لعام 2011.  في الانتخابات العامة لعام 2019، التي فاز فيها المحافظون بأغلبية 80 مقعدًا، تضمن بيان الحزب التزامًا بإلغاء قانون البرلمانات المحددة المدة. في ديسمبر 2020، نشرت الحكومة مشروع قانون (إلغاء) قانون البرلمانات محددة المدة لعام 2011، والذي أعيدت تسميته لاحقًا بقانون حل ودعوة البرلمان لعام 2022. ودخل هذا القانون حيز التنفيذ في 24 مارس 2022. وبالتالي، يمكن لرئيس الوزراء أن يطلب مرة أخرى من الملك حل البرلمان والدعوة إلى انتخابات مبكرة مع إشعار مدته 25 يوم عمل. وتنص المادة 4 من القانون على ما يلي: "إذا لم يجري حل البرلمان في وقت سابق، يُحل البرلمان في بداية اليوم الذي يوافق الذكرى السنوية الخامسة لليوم الذي اجتمع فيه لأول مرة". وأكدت مفوضية الانتخابات أنه يجب بالتالي حل برلمان 2019، على أبعد تقدير، بحلول 17 ديسمبر 2024، وأن الانتخابات العامة المقبلة يجب أن تُجرى في موعد أقصاه 28 يناير 2025.
ونظرًا لعدم وجود موعد محدد في القانون لإجراء الانتخابات، ظلت هناك تنبؤات حول متى سيدعوا رئيس الوزراء لإجراء انتخابات. في 18 ديسمبر 2023 أخبر سوناك الصحفيين أن الانتخابات ستُجرى في 2024 وليس 2025. ثم أعلن في 4 يناير أنها رُبما تُجرى في النصف الثاني من العام. وخلال عام 2024 كان من المتوقع إجراء الانتخابات في الخريف. وفي 22 مايو 2024، أعلن سوناك رسميًا أن الانتخابات ستُجرى في 4 يوليو وأن البرلمان سيُحل في 30 مايو.
كان الموعد النهائي لتقديم ترشيحات المرشحين هو 7 يونيو 2024، واستمرت الحملات السياسية لمدة أربعة أسابيع حتى يوم الاقتراع في 4 يوليو. في يوم الانتخابات، تُفتح مراكز الاقتراع في جميع أنحاء البلاد من الساعة 7 صباحا، حتى الساعة 10 مساءً. وهذه هي المرة الأولى التي يُعقد فيها انتخابات عامة في شهر يوليو منذ الانتخابات العامة عام 1945. وقد بلغ عدد المرشحين 4515 مرشحا، وهو عدد أكبر من أي انتخابات عامة سابقة.

## الجدول الزمني
التواريخ الرئيسية
| التاريخ   | اليوم         | الحدث |
| --------- | ------------- | --- |
| 22 مايو   | الأربعاء      | طلب رئيس الوزراء ريشي سوناك من الملك تشارلز الثالث حل البرلمان، وأعلن تاريخ يوم الاقتراع للانتخابات العامة لتكون في 4 يوليو. |
| 24 مايو   | الجمعة        | آخر يوم عمل للبرلمان. |
| 25 مايو   | السبت         | بداية فترة ما قبل الانتخابات (المعروف أيضا باسم purdah).                                                                     |
| 30 مايو   | الخميس        | حل البرلمان ‏ وبداية رسمية للحملة. الإعلان الملكي الصادر بحل البرلمان 2019 واستدعاء برلمان 2024 وتحديد موعد اجتماعه الأول.    |
| 7 يونيو   | الجمعة        | ختام ترشيحات المرشحين (4 مساء). نشر بيان الأشخاص المرشحين، بما في ذلك إشعار الاقتراع وحالة مراكز الاقتراع (5 مساء).          |
| 13 يونيو  | الخميس        | الموعد النهائي للتسجيل للتصويت الساعة 11: 59 مساء في أيرلندا الشمالية.                                                       |
| 18 يونيو  | الثلاثاء      | الموعد النهائي للتسجيل للتصويت الساعة 11: 59 مساء في بريطانيا.                                                               |
| 19 يونيو  | الأربعاء      | الموعد النهائي لتقديم طلب للتصويت البريدي.                                                                                   |
| 26 يونيو  | الأربعاء      | الموعد النهائي للتسجيل للتصويت بالوكالة في 5 مساء. الإعفاءات المطبقة لحالات الطوارئ.                                         |
| 4 يوليو   | الخميس        | يوم الاقتراع-مراكز الاقتراع مفتوحة من 7 صباحا إلى 10 مساء.                                                                   |
| 4-5 يوليو | الخميس-الجمعة | النتائج المعلنة لمعظم أو جميع الدوائر الانتخابية.                                                                            |
| 5 يوليو   | الجمعة        | نهاية فترة ما قبل الانتخابات.                                                                                                |
| 9 يوليو   | الثلاثاء      | الاجتماع الأول للبرلمان الجديد، لانتخاب رئيس مجلس العموم. خلال الأيام القليلة التالية يؤدي النواب اليمين الدستورية.          |
| 17 يوليو  | الأربعاء      | افتتاح الدولة للبرلمان ‏ وخطاب الملك.                                                                                         |

## النظام الانتخابي
تُجرى الانتخابات العامة في المملكة المتحدة باستخدام الفوز للأكثر أصواتًا. أدرج حزب المحافظين، الذي فاز بالأغلبية في الانتخابات العامة لعام 2019، تعهدات في بيانه بإلغاء حد الـ 15 عامًا للتصويت للمواطنين البريطانيين الذين يعيشون في الخارج، وإدخال شرط تحديد هوية الناخب في بريطانيا. وأُدرجت هذه التغييرات في قانون الانتخابات 2022.

## تعديلات حدود الدوائر الانتخابية
بدأت المراجعة الدورية لدوائر وستمنستر، والتي اقترحت تخفيض عدد الدوائر الانتخابية من 650 إلى 600، في عام 2011 ولكنها توقفت مؤقتًا في يناير 2013. بعد الانتخابات العامة 2015، استأنفت كل من لجان الحدود البرلمانية الأربع في المملكة المتحدة عملية المراجعة الخاصة بها في أبريل 2016. قدمت اللجان الأربع توصياتها النهائية إلى وزير الخارجية في 5 سبتمبر 2018 ونُشرت تقاريرها بعد أسبوع. ومع ذلك، لم تُطرح المقترحات للموافقة عليها قبل الدعوة للانتخابات العامة التي أجريت في 12 ديسمبر 2019. وفي ديسمبر 2020، جرى التخلي رسميًا عن تلك المراجعات بموجب جدول قانون الدوائر الانتخابية البرلمانية 2020. أشارت توقعات علماء علم النفس كولن رالينغز ومايكل ثراشر لكيفية تفسير أصوات انتخابات 2017 وفق المقاعد المُقترحة ضمن حدود 2018 إلى أن التغييرات كانت ستكون مفيدة للمحافظين وتضر بحزب العمال.
في مارس 2020، أكد وزير مكتب مجلس الوزراء كلوي سميث أن المراجعة الدورية لعام 2023 لدوائر وستمنستر الانتخابية ستعتمد على الاحتفاظ بـ 650 مقعدًا. وقد جرى تعديل التشريعات السابقة ذات الصلة بموجب قانون الدوائر الانتخابية البرلمانية لعام 2020 وأطلقت لجان الحدود الأربع رسميًا مراجعاتها لعام 2023 في 5 يناير 2021. وكان مطلوبًا منهم إصدار تقاريرهم النهائية قبل 1 يوليو 2023. وبمجرد عرض التقارير على البرلمان، كان لا بد من إصدار أوامر المجلس لتفعيل المقترحات النهائية في غضون أربعة أشهر، ما لم "توجد ظروف استثنائية". قبل قانون الدوائر الانتخابية البرلمانية لعام 2020، لم يكن من الممكن تنفيذ تغييرات الحدود حتى تجري الموافقة عليها من مجلسي البرلمان. جرت الموافقة على تغييرات الحدود في اجتماع لمجلس الملكة الخاص في 15 نوفمبر 2023 ودخلت حيز التنفيذ في 29 نوفمبر 2023، مما يعني أنه انتخابات 2024 ستجري وفق هذه الحدود الجديدة.

### النتائج النظرية لانتخابات عام 2019

النتائج النظرية لانتخابات 2019، إذا جرت ضمن الحدود التي أوصت بها المراجعة الدورية السادسة.

تُجرى هذه الانتخابات وفق حدود الدوائر الانتخابية الجديدة التي حددتها المراجعة الدورية لعام 2023 لدوائر وستمنستر الانتخابية. وبالتالي، تميل وسائل الإعلام إلى ذِكر مكاسب وخسائر المقاعد مقارنة بالنتائج النظرية. هذه هي النتائج إذا كانت جميع الأصوات في عام 2019 دون تغيير، ولكن جرى إعادة تجميعها حسب حدود الدوائر الانتخابية الجديدة. يجري دائمًا تقدير النتائج النظرية في المملكة المتحدة، عادةً بمساعدة نتائج الانتخابات المحلية، لأن عمليات فرز الأصوات في الانتخابات البرلمانية في المملكة المتحدة لا تُسفر عن أرقام أكثر تحديدًا على أي مستوى من أرقام الدائرة الانتخابية بأكملها.
في إنجلترا، جرى إعادة توزيع المقاعد نحو جنوب إنجلترا، بعيدًا عن شمال إنجلترا، نظرًا لاختلاف معدلات النمو السكاني. وبذلك خسر شمال غرب إنجلترا وشمال شرق إنجلترا مقعدين لكل منهما، بينما حصل جنوب شرق إنجلترا على سبعة مقاعد وجنوب غرب إنجلترا على ثلاثة مقاعد. واستنادا إلى أنماط التصويت التاريخية، يُتوقع أن يصب هذا في صالح المحافظين. بناءً على هذه الحدود الجديدة، كان من الممكن أن تفوز الأحزاب المختلفة بعدة دوائر انتخابية بأسماء لم تتغير ولكنها غيرت الحدود في عام 2019. على سبيل المثال، كان حزب المحافظين ليفوز بدائرة ويرال ويست وليدز نورث ويست بدلاً من حزب العمال، لكن حزب العمال كان سيفوز ببودسي وهيوود آند ميدلتون بدلاً من حزب المحافظين. دائرة ويستمورلاند ولونسديل، وهي الدائرة الانتخابية التي يمثلها زعيم الديمقراطيين الليبراليين السابق تيم فارون، أصبحت الآن مقعدًا نظريًا لحزب المحافظين.
في اسكتلندا، يُنتخب 57 نائبًا، بانخفاض عن 59 في عام 2019، ومع التعديل لحدود الدوائر: سيظل الحزب الوطني الاسكتلندي ثابتًا على 48 مقعدًا، على الرغم من حل اثنتين من دوائره الانتخابية. وبالمثل، فإن عدد مقاعد المحافظين الاسكتلنديين البالغ ستة مقاعد سيبقى دون تغيير. كان حزب العمال الاسكتلندي سيحتفظ بإدنبرة الجنوبية، وهي الدائرة الانتخابية الوحيدة التي فاز بها في عام 2019. لو جرت الانتخابات العامة لعام 2019 وفق الحدود الجديدة، لكان الديمقراطيون الليبراليون الاسكتلنديون قد فازوا بمقعدين فقط (إدنبرة ويست وأوركني وشتلاند)، بدلاً من الأربعة التي فازوا بها في ذلك العام، لأن توسع الناخبين في المقعدين الآخرين، سيتغلب على أغلبيتهم الهزيلة.
وفق الحدود الجديدة، تفقد ويلز ثمانية مقاعد، وتنتخب 32 نائبًا بدلاً من 40 نائبًا انتخبتهم في عام 2019. وكان حزب العمال الويلزي سيفوز بـ 18 نائبًا بدلاً من 22 نائبًا انتخبهم في عام 2019، والمحافظين الويلزيين بـ 12 بدلاً من 14. بسبب إلغاء ودمج الدوائر الانتخابية الريفية في غرب ويلز، كان من الممكن أن يفوز Plaid Cymru بمقعدين فقط بدلاً من أربعة. ومع ذلك، من المتوقع أن تسبب تغييرات حدود الدوائر صعوبة للمحافظين، حيث أُضيفت المزيد من المناطق المؤيدة لحزب العمال إلى بعض مقاعدهم الأكثر أمانًا.
وفي أيرلندا الشمالية، تتطابق النتائج النظرية مع النتائج الفعلية للانتخابات العامة لعام 2019 في أيرلندا الشمالية.
؟؟

## تأخير التصويت البريدي
في عطلة نهاية الأسبوع السابق للانتخابات، اضطرت عدة مجالس في اسكتلندا لعمل مراكز اقتراع طارئة وتوزيع بطاقات اقتراع بريدية، وذلك بعد ورود تقارير بعدم استلام المصوتين لأوراق الاقتراع.
كما تأثرت بعض مناطق إنجلترا. وأعلن بيتر هولت، الرئيس التنفيذي لـ مجلس مقاطعة أوتلسفورد، تحمل المسؤولية عن التأخير في شمال غرب إسكس، وألقى اللوم على "خطأ بشري". وحذر من أن النتائج القريبة في المنطقة يمكن الطعن فيها، على الرغم من نفي متحدث باسم سوناك لذلك.
بحلول يوم الاثنين 1 يوليو، قبل ثلاثة أيام من يوم الاقتراع، أُبلغ عن تأثر آلاف الأصوات البريدية في أكثر من 90 دائرة انتخابية. وانتقد وزير شؤون البريد كيفن هولينراكي شركة البريد الملكي لتعاملها مع الأصوات، وحثها على "بذل كل ما في وسعها" لإخراج بطاقات الاقتراع من مكاتب الفرز وتسليمها في الوقت المحدد. وألقى البريد الملكي باللوم على الحكومة في هذه القضية، قائلاً إن بطاقات الاقتراع يجري تسليمها "بمجرد وصولها إلى شبكتهم".

## فضيحة الرهان
خلال حملة الانتخابات العامة، ظهرت مزاعم بأن أعضاء بعض الأحزاب السياسية وضباط الشرطة قد وضعوا رهانات غير مشروعة، وربما كان بعضهم على علم بموعد الانتخابات العامة قبل إعلان سوناك علنًا عن موعد إجرائها.
بدأت الادعاءات بتقرير في صحيفة الغارديان يقول إن مرشح حزب المحافظين والسكرتير البرلماني الخاص لرئيس الوزراء، كريج ويليامز، قد وضع رهانًا بقيمة 100 جنيه إسترليني في 19 مايو 2024 على أن الانتخابات ستُجرى في يوليو، أي قبل ثلاثة أيام من إعلان سوناك موعد الانتخابات العامة للجمهور. رداً على ذلك، فتحت لجنة ألعاب القمار تحقيقاً في جرائم المراهنة المزعومة المتعلقة بيوم الانتخابات. في وقت لاحق، قُدمت المزيد من الادعاءات، أو الاعترافات بالمراهنة السياسية، والتي تورط فيها ضباط شرطة، وأعضاء من حزب المحافظين، وعضو في حزب العمال، وعضو في حزب الديمقراطيين الليبراليين.

## المرشحين
بلغ عدد المرشحين 4515 مرشحا، وهو رقم قياسي جديد. وهذا يعني أن هناك 6.95 مرشحًا في المتوسط لكل دائرة انتخابية. لا يوجد مقعد يتنافس عليه أقل من خمسة أشخاص؛ ويتنافس على مقعد ريشي سوناك في ريتشموند ونورثاليرتون أكبر عدد من المرشحين، حيث بلغوا ثلاثة عشر مرشحًا.
هناك عدد قياسي من أعضاء البرلمان المحافظين الذين لم يترشحوا لإعادة انتخابهم، بما في ذلك رئيسة الوزراء السابقة تيريزا ماي والوزراء السابقون ساجد جاويد، ودومينيك راب، ومات هانكوك، وبن والاس، ونديم الزهاوي، وكواسي كوارتينج، ومايكل جوف.
في مارس 2022، تخلى حزب العمال عن استخدام القوائم المختصرة المخصصة للنساء بالكامل، مشيرًا إلى نصيحة قانونية مفادها أن الاستمرار في استخدامها لاختيار المرشحين البرلمانيين سيكون ممارسة غير قانونية بموجب قانون المساواة لعام 2010، نظرًا لأن غالبية أعضاء البرلمان من حزب العمال أصبحوا الآن من النساء.
في مارس 2024، أعلن حزب إصلاح المملكة المتحدة عن الميثاق الانتخابي مع الحزب الوحدوي الأيرلندي الشمالي توف TUV. تقدم توف بطلب ترشيح المرشحين باسم "توف/ إصلاح المملكة المتحدة" على أوراق الاقتراع، ولكن رفض المكتب الانتخابي ذلك. أنهى نايجل فاراج ذلك من جانب واحد من خلال تأييد اثنين من المرشحين المتنافسين من الحزب الوحدوي الديمقراطي في 10 يونيو. كما أعلن حزب إصلاح المملكة المتحدة اتفاقا مع الحزب الاشتراكي الديمقراطي (الحزب الديمقراطي الاجتماعي)، وهو حزب محافظ اجتماعي ثانوي، في بعض المقاعد.
ويبين الجدول أدناه جميع الأحزاب التي تنافس على 14 مقعداً على الأقل:
| الأحزاب | الأحزاب                             | عدد المرشحين |
| ------- | ----------------------------------- | ------------ |
|         | حزب المحافظين                       | 635          |
|         | حزب العمال                          | 631          |
|         | الديمقراطيون الليبراليون            | 630          |
|         | إصلاح المملكة المتحدة               | 609          |
|         | حزب الخضر في إنجلترا وويلز          | 574          |
|         | حزب العاملين البريطاني              | 152          |
|         | الحزب الاشتراكي الديمقراطي          | 122          |
|         | الحزب الوطني الاسكتلندي             | 57           |
|         | الحزب التعاوني                      | 48           |
|         | الخضر الاسكتلندية                   | 44           |
|         | حزب التراث                          | 41           |
|         | الائتلاف النقابي والاشتراكي         | 40           |
|         | Plaid Cymru                         | 32           |
|         | حزب يوركشاير                        | 27           |
|         | الانضمام إلى الاتحاد الأوروبي       | 26           |
|         | حزب الاستقلال                       | 24           |
|         | تحالف الشعوب المسيحية               | 22           |
|         | Official Monster Raving Loony Party | 22           |
|         | حزب ألبا                            | 19           |
|         | حزب تحالف أيرلندا الشمالية          | 18           |
|         | الحزب الاشتراكي الديمقراطي والعمل   | 18           |
|         | حزب أولستر الوحدوي                  | 17           |
|         | الحزب الوحدوي الديمقراطي            | 16           |
|         | حزب المرأة                          | 16           |
|         | حزب العائلة الاسكتلندية             | 16           |
|         | الحزب الشيوعي البريطاني             | 14           |
|         | الشين فين                           | 14           |
|         | صوت الوحدوي التقليدي                | 14           |

هناك بالإضافة إلى ذلك:
- 37 حزبًا آخر يتنافسون بأكثر من مرشح واحد،
- 36 مرشحًا هم المرشحون الوحيدون للمجموعة التي يمثلونها
- 459 مرشحاً مستقلاً

ويمكن الاطلاع على قائمة أكثر اكتمالا هنا (هنا).

## النتائج
أغلق التصويت في الساعة 22:00. أُعلن عن المقعد الأول، هوتون وسندرلاند ساوث، في الساعة 23:15 بفوز بريدجيت فيليبسون عن حزب العمال. واعترف سوناك بالهزيمة أمام ستارمر.
|                                              |                                |          |        |        |        |        |                 |         |                 |             |  |  |  |  |
| الحزب                                        | زعيم الحزب                     | المرشحون | النواب | النواب | النواب | النواب | النواب          | التصويت | التصويت         | التصويت     |  |  |  |  |
| الحزب                                        | زعيم الحزب                     | المرشحون | إجمالي | مكسب   | خسارة  | فعلي   | من الإجمالي (%) | إجمالي  | من الإجمالي (%) | التغيير (%) |  |  |  |  |
| Labour                                       | Keir Starmer                   | 631      |        |        |        |        |                 |         |                 |             |  |  |  |  |
| Conservative                                 | Rishi Sunak                    | 635      |        |        |        |        |                 |         |                 |             |  |  |  |  |
| Reform UK                                    | Nigel Farage                   | 609      |        |        |        |        |                 |         |                 |             |  |  |  |  |
| Liberal Democrats                            | Ed Davey                       | 630      |        |        |        |        |                 |         |                 |             |  |  |  |  |
| الحزب الوطني الإسكتلندي                      | John Swinney                   | 57       |        |        |        |        |                 |         |                 |             |  |  |  |  |
| حزب الخضر في إنجلترا وويلز                   | Carla Denyer & Adrian Ramsay   | 574      |        |        |        |        |                 |         |                 |             |  |  |  |  |
| بلاد كيمري                                   | Rhun ap Iorwerth               | 32       |        |        |        |        |                 |         |                 |             |  |  |  |  |
| Workers Party                                | George Galloway                | 152      |        |        |        |        |                 |         |                 |             |  |  |  |  |
| Social Democratic Party                      | William Clouston               | 122      |        |        |        |        |                 |         |                 |             |  |  |  |  |
| Scottish Greens                              | Patrick Harvie & Lorna Slater  | 44       |        |        |        |        |                 |         |                 |             |  |  |  |  |
| Alba                                         | Alex Salmond                   | 19       |        |        |        |        |                 |         |                 |             |  |  |  |  |
| شين فين                                      | Mary Lou McDonald              | 14       |        |        |        |        |                 |         |                 |             |  |  |  |  |
| Alliance                                     | Naomi Long                     | 18       |        |        |        |        |                 |         |                 |             |  |  |  |  |
| الحزب الاشتراكي العمالي                      | Colum Eastwood                 | 18       |        |        |        |        |                 |         |                 |             |  |  |  |  |
| حزب ألستر الوحدوي                            | Doug Beattie                   | 17       |        |        |        |        |                 |         |                 |             |  |  |  |  |
| الحزب الديمقراطي الاتحادي (أيرلندا الشمالية) | Gavin Robinson                 | 16       |        |        |        |        |                 |         |                 |             |  |  |  |  |
| حزب التراث ‏                                  | David Kurten                   | 41       |        |        |        |        |                 |         |                 |             |  |  |  |  |
| الصوت الوحدوي التقليدي ‏                      | Jim Allister                   | 14       |        |        |        |        |                 |         |                 |             |  |  |  |  |
| Trade Unionist & Socialist                   | Dave Nellist                   | 40       |        |        |        |        |                 |         |                 |             |  |  |  |  |
| Yorkshire Party                              | Andy Walker                    | 27       |        |        |        |        |                 |         |                 |             |  |  |  |  |
| Rejoin EU                                    | Brendan O'Donnelly             | 26       |        |        |        |        |                 |         |                 |             |  |  |  |  |
| حزب استقلال المملكة المتحدة                  | Nick Tenconi (interim)         | 26       |        |        |        |        |                 |         |                 |             |  |  |  |  |
| Christian Peoples Alliance                   | Sidney Cordle                  | 22       |        |        |        |        |                 |         |                 |             |  |  |  |  |
| Monster Raving Loony                         | Howling Laud Hope              | 22       |        |        |        |        |                 |         |                 |             |  |  |  |  |
| Party of Women                               | Kellie-Jay Keen                | 16       |        |        |        |        |                 |         |                 |             |  |  |  |  |
| Scottish Family                              | Richard Lucas                  | 16       |        |        |        |        |                 |         |                 |             |  |  |  |  |
| English Democrats                            | Robin Tilbrook                 | 15       |        |        |        |        |                 |         |                 |             |  |  |  |  |
| الحزب الشيوعي البريطاني                      | Robert Griffiths               | 14       |        |        |        |        |                 |         |                 |             |  |  |  |  |
| Climate Party                                | Edmund Gemmell                 | 13       |        |        |        |        |                 |         |                 |             |  |  |  |  |
| Liberal Party                                | Steve Radford                  | 12       |        |        |        |        |                 |         |                 |             |  |  |  |  |
| حزب العمال الاشتراكي (المملكة المتحدة)       | Jim McDaid                     | 12       |        |        |        |        |                 |         |                 |             |  |  |  |  |
| حزب الخضر لأيرلندا الشمالية ‏                 | Mal O'Hara                     | 11       |        |        |        |        |                 |         |                 |             |  |  |  |  |
| الموافقة ‏                                    | Peadar Tóibín                  | 10       |        |        |        |        |                 |         |                 |             |  |  |  |  |
| British Democratic Party                     |                                | 4        |        |        |        |        |                 |         |                 |             |  |  |  |  |
| أحزاب بأقل من 500 صوت لكل منها               | أحزاب بأقل من 500 صوت لكل منها | TBD      |        |        |        |        |                 |         |                 |             |  |  |  |  |
| Independents                                 | —                              | 459      |        |        |        |        |                 |         |                 |             |  |  |  |  |
| Blank and invalid votes                      | Blank and invalid votes        |          |        |        |        |        |                 | TBD     | —               | —           |  |  |  |  |
| Total                                        | Total                          | 4515     | 650    |        |        | 0      | 100             | TBD     | 100             | 0.0         |  |  |  |  |
| Registered voters, and turnout               | Registered voters, and turnout |          |        |        |        |        |                 | TBD     | TBD             | TBD         |  |  |  |  |

### حسب المنطقة
| المنطقة                  | المقاعد |                              |                                 |                                            |                         |                       |                            |            |       |
| المنطقة                  | المقاعد | حزب العمال (المملكة المتحدة) | حزب المحافظين (المملكة المتحدة) | الديمقراطيون الليبراليون (المملكة المتحدة) | الحزب الوطني الإسكتلندي | إصلاح المملكة المتحدة | حزب الخضر في إنجلترا وويلز | بلاد كيمري | آخرون |
| East of England          | 61      | 27                           | 23                              | 7                                          | —                       | 2                     | 1                          | —          | 0     |
| East Midlands            | 47      | 29                           | 15                              | 0                                          | —                       | 2                     | 0                          | —          | 0     |
| London                   | 75      | 59                           | 9                               | 6                                          | —                       | 0                     | 0                          | —          | 1     |
| North East               | 27      | 26                           | 1                               | 0                                          | —                       | 0                     | 0                          | —          | 0     |
| North West               | 73      | 65                           | 3                               | 3                                          | —                       | 0                     | 0                          | —          | 2     |
| South East               | 91      | 36                           | 30                              | 24                                         | —                       | 0                     | 1                          | —          | 0     |
| South West               | 58      | 24                           | 11                              | 22                                         | —                       | 0                     | 1                          | —          | 0     |
| West Midlands            | 57      | 38                           | 15                              | 2                                          | —                       | 0                     | 1                          | —          | 1     |
| Yorkshire and the Humber | 54      | 43                           | 9                               | 1                                          | —                       | 0                     | 0                          | —          | 1     |
| Scotland                 | 57      | 37                           | 5                               | 5                                          | 9                       | 0                     | —                          | —          | 0     |
| Wales                    | 32      | 27                           | 0                               | 1                                          | —                       | 0                     | 0                          | 4          | 0     |
| Northern Ireland         | 18      | —                            | 0                               | —                                          | —                       | —                     | —                          | —          | 18    |
| Total                    | 650     | 411                          | 121                             | 71                                         | 9                       | 4                     | 4                          | 4          | 24    |

### تحليل النتائج

إسقاط متساوي المساحة للدوائر الانتخابية

وكانت النتيجة فوزا ساحقا لحزب العمال وخسارة تاريخية للمحافظين. أصبح كير ستارمر رابع رئيس وزراء للمملكة المتحدة خلال عامين. ومع ذلك، كانت نسبة التصويت لحزب العمال أقل مما كانت عليه في عام 2017.
وبلغت حصة التصويت المجمعة لحزب العمال والمحافظين مستوى قياسيا منخفضا، وكان أداء الأحزاب الأصغر جيدا، ولكن نتيجة الانتخابات كانت غير متناسبة إلى حد كبير. حقق الديمقراطيون الليبراليون مكاسب كبيرة ليصلوا إلى أعلى عدد من المقاعد على الإطلاق، وكان أداؤهم جيدًا بشكل خاص في جنوب إنجلترا. كان أداء حزب إصلاح المملكة المتحدة جيدًا من حيث حصة التصويت ووصول أعضاء للبرلمان في مجلس العموم لأول مرة. كما انتخب زعيمه، نايجل فاراج، لعضوية البرلمان في محاولته الثامنة. كما فاز حزب الخضر في إنجلترا وويلز بعدد قياسي من المقاعد. دخل الزعيمان المشاركان للحزب، كارلا دينير وأدريان رامزي، البرلمان لأول مرة.
خسر الحزب الوطني الاسكتلندي (SNP) حوالي ثلاثة أرباع مقاعده أمام حزب العمال الاسكتلندي. عاد حزب العمال ليصبح أكبر حزب في اسكتلندا وظل كذلك في ويلز، على الرغم من انخفاض حصته من الأصوات في ويلز. لم يفز المحافظون بأي مقاعد في ويلز أو المناطق الإنجليزية المختلفة، بما في ذلك كورنوال وأوكسفوردشاير، وفازوا فقط بمقعد واحد في شمال شرق إنجلترا.

## وصلات خارجية

### بريطانيا
- حزب ألبا
- حزب المحافظين
- حزب العمل
- الديمقراطي الليبرالي
- حزب الخضر في إنجلترا وويلز
- إصلاح المملكة المتحدة
- الحزب الوطني الاسكتلندي
- منقوشة Cymru الإنجليزية الويلزية
- حزب العمال
- الخضر الاسكتلنديين
- الحزب الديمقراطي الاجتماعي

### أيرلندا الشمالية
- حزب التحالف
- الحزب الوحدوي الديمقراطي
- حزب أولستر الوحدوي
- شين فين
- حزب العمل والديمقراطية الاجتماعية